# Premer
V geometriji je premer kroga vsaka daljica, ki gre skozi središče in ima krajišči na krožnici. Premer kroga je hkrati tudi najdaljša tetiva kroga. Izraz premer lahko pomeni sámo daljico, lahko pa tudi dolžino te daljice. Premer se po navadi označi s črko d. Dolžina premera je dvakratna dolžina polmera: d = 2r.
Za konveksni lik v ravnini predstavlja premer največjo možno razdaljo med dvema točkama oziroma med dvema vzporednima tangentama lika.

## Označbe premera
Znak za premer je podoben prečrtani ničli. Kodiranje Unicode ima za ta znak znak 8960 (šestnajstiško 2300), v HTML zapisan kot  ⌀ ali ⌀. Prikaz znaka je odvisen od nameščenih pisav.
Četudi sta praktično enaka, znaka za premer ne smemo zamenjati za znak, ki označuje prazno množico. Znak (Ø, ø) je zelo podoben grški črki Φ; od tod tudi izraz za premer (še posebno v tehniki): fi. Ta se uporablja pri predmetih, kjer je njegova okroglost očitna. Označbo naj bi uvedli trgovci.